# Paul Mazon
Pour les articles homonymes, voir Mazon.
Paul Mazon, né le 25 juin 1874 à Privas et mort le 13 février 1955 à Paris, est un helléniste français.

## Biographie
Paul Mazon est le fils du journaliste et historien Albin Mazon.
Paul Mazon fréquente le collège Stanislas (de la 8e au baccalauréat), et obtient un baccalauréat ès lettres. Il intègre par la suite le lycée Louis-le-Grand et est admissible à l'École normale supérieure en 1895. Il étudie à la Faculté des lettres de Paris et est licencié ès lettres en 1895. Il effectue son service militaire de 1895 à 1896. Il est admissible à l'agrégation de lettres en 1897[réf. souhaitée], et est reçu 2e en 1900. Il devient élève de l'EPHE (philologie grecque) et du Collège de France entre 1898 et 1901, et obtient un doctorat ès lettres en 1904.
Paul Mazon est mobilisé comme sergent (4 août 1914-fin juillet 1916) et est fait prisonnier en Allemagne (septembre 1914-juillet 1916) durant la Première Guerre mondiale. 
Il est élu en 1927 à l'Académie des inscriptions et belles-lettres. Il enseigne le grec à la Sorbonne où il a une chaire, et au Collège de France. Il est directeur d'études suppléant à l'EPHE de 1922 à 1926. Il est admis à la retraite en qualité de professeur honoraire en 1941. Il dirige la Fondation Thiers de 1941 à 1955.
Il est l'auteur de traductions et est connu pour avoir été le premier président de la société d'édition des Belles Lettres, de 1919 à 1940. Il est également connu pour avoir présidé l'Association Guillaume Budé en 1944, et avoir été membre du comité du Journal des Savants en 1940. Il est également à l'origine du groupe de théâtre antique de la Sorbonne. Paul Mazon contribue par ailleurs à de nombreuses revues, telles la Revue de philologie, la Revue des études anciennes, ou encore la Revue des études grecques.

## Publications
- L'Orestie d'Eschyle (1903)
- Essai sur la composition des comédies d'Aristophane, thèse de doctorat (1904)
- Hésiode, Les travaux et les jours (1914)
- Eschyle, Tragédies, tome 1 (1920), tome 2 (1925), nouvelle édition collection Budé (1932-35)
- Mme Dacier et les traductions d'Homère en France (1936)

## Traductions
- Hésiode, introduction à la Théogonie, Paris, Les Belles Lettres, coll. « Collection des universités de France », 1928, 242 p. (ISBN 978-2-251-00152-4)
- Homère, Iliade, Les Belles Lettres, 1937-1938 (rééd. Gallimard, « Folio », 1975)
- Sophocle, Tragédies, Les Belles Lettres, 1962 (rééd. Gallimard, « Folio », 1973)
- Eschyle, Tragédies, Les Belles Lettres, 1921-1925 (rééd. Gallimard, « Folio », 1982)

## Distinctions
Paul Mazon a été décoré du titre d'Officier de la légion d'honneur. Il est également membre de l'Académie des inscriptions et belles lettres (1927), lauréat de l'Institut (prix A. Croiset et Osiris), membre de l'Académie royale de Belgique (1926) et docteur honoris causa des Universités de Glasgow et Bruxelles.